# Uclesia melancholica
Uclesia melancholica är en tvåvingeart som först beskrevs av Louis-Paul Mesnil 1953.  Uclesia melancholica ingår i släktet Uclesia och familjen parasitflugor.
Artens utbredningsområde är Israel. Inga underarter finns listade i Catalogue of Life.